# Кальета (район, Мадейра)
Кальета (порт. Calheta) — район (фрегезия) в Португалии, входит в округ Мадейра. Расположен на острове Мадейра. Является составной частью муниципалитета Кальета. Население составляет 3105 человек на 2001 год. Занимает площадь 14,00 км².